# Xinghua (köpinghuvudort i Kina, Heilongjiang Sheng, lat 47,04, long 126,18)
Xinghua (kinesiska: 兴华, 兴华镇) är en köpinghuvudort i Kina. Den ligger i provinsen Heilongjiang, i den nordöstra delen av landet, omkring 150 kilometer norr om provinshuvudstaden Harbin. Antalet invånare är 29 487. Befolkningen består av 14 239 kvinnor och 15 248 män. Barn under 15 år utgör 12,0 %, vuxna 15-64 år 80 %, och äldre över 65 år 6,0 %.
Runt Xinghua är det ganska tätbefolkat, med 199 invånare per kvadratkilometer. Närmaste större samhälle är Yongfu, 18,3 km öster om Xinghua. Trakten runt Xinghua består till största delen av jordbruksmark.
Genomsnittlig årsnederbörd är 807 millimeter. Den regnigaste månaden är juli, med i genomsnitt 229 mm nederbörd, och den torraste är januari, med 8 mm nederbörd.